# Palawanpåfågelfasan
Palawanpåfågelfasan (Polyplectron napoleonis) är en fågel i familjen fasanfåglar inom ordningen hönsfåglar. Den förekommer endast på Palawan i Filippinerna. Arten är fåtalig och minskar i antal.

## Utseende och läte
Palawanpåfågelfasanen är en mörk medlem av släktet med liksom övriga påfågelfasaner stor skillnad mellan könen, i både dräkt och storlek, där hanen är 50 cm lång och honan 40 cm.
Hanen har en spetsig mörk tofs, bar röd hud kring ögat samt vitt på ögonbrynsstreck och på örontäckarna. Resten av huvudet och undersidan är svart. Ovansidan är blågrönglänsande på mantel, vingtäckare och tertialer med mörkare fjäderbaser. Ryggen och övergumpen är svart, liksom den beigefläckade stjärten, med två rader blågröna ögonformade fläckar längst ut.
Honan är mindre och generellt brun med otydliga beigefärgade fläckar och smutsvitt på strupe, örontäckare och ögonbrynsstreck. Lätet är ett ljudligt "angk" som upprepas regelbundet.

## Utbredning och systematik
Fågeln är endemisk för fuktiga skogar på Palawan i sydvästra Filippinerna. Den behandlas som monotypisk, det vill säga att den inte delas in i några underarter. Enligt genetiska studier utgör arten en egen utvecklingslinje, skild från övriga arter i släktet.

## Levnadssätt
Palawanpåfågelfasanen hittas i både ursprunglig skog och ungskog upp till 800 meters höjd, tillfälligt högre upp mot mosskog och dvärgskog dominerad av "Casuarina". Undersökningar i Puerto Princesa Subterranean River National Park visar att arten föredrar ursprunglig skog över uppväxt tidigare avverkad skog, vilket i sin tur föredras före igenväxande buskmarker.

## Status och hot
Palawanpåfågelfasanen har en liten världspopulation bestående av uppskattningsvis endast 20 000–50 000 vuxna individer. Den tros också minska i antal till följd av habitatförlust, jakt och fångst. Fågeln är därför upptagen på internationella naturvårdsunionen IUCN:s röda lista över hotade arter, kategoriserad som sårbar (VU).